# Грузія одна (фільм, 1994)
Грузія одна (фр. Seule, Georgie) — документальний фільм грузинсько-французького кінорежисера Отара Іоселіані. Фільм складається з трьох частин:
- Прелюдія (фр. Prélude), 87 хвилин
- Спокуса (фр. Tentation), 67 хвилин
- Випробування (фр. L'épreuve), 84 хвилин

## Сюжет
Фільм «Грузія одна» — особисте і водночас документальне свідоцтво епохи. Жива фреска, яка відображає 2000-річну історію народу, глибоко прив'язаного до своєї країни, яку йому доводиться захищати і постійній битві з драконами, подібно до святого Георгія, який дав ім'я цій землі. Драконами цими були і греки, і римляни, і монголи, і перси, і Османська імперія. Але нікому з них не вдалося приборкати волелюбний дух грузинів…